# Bahnhof Eindhoven Centraal

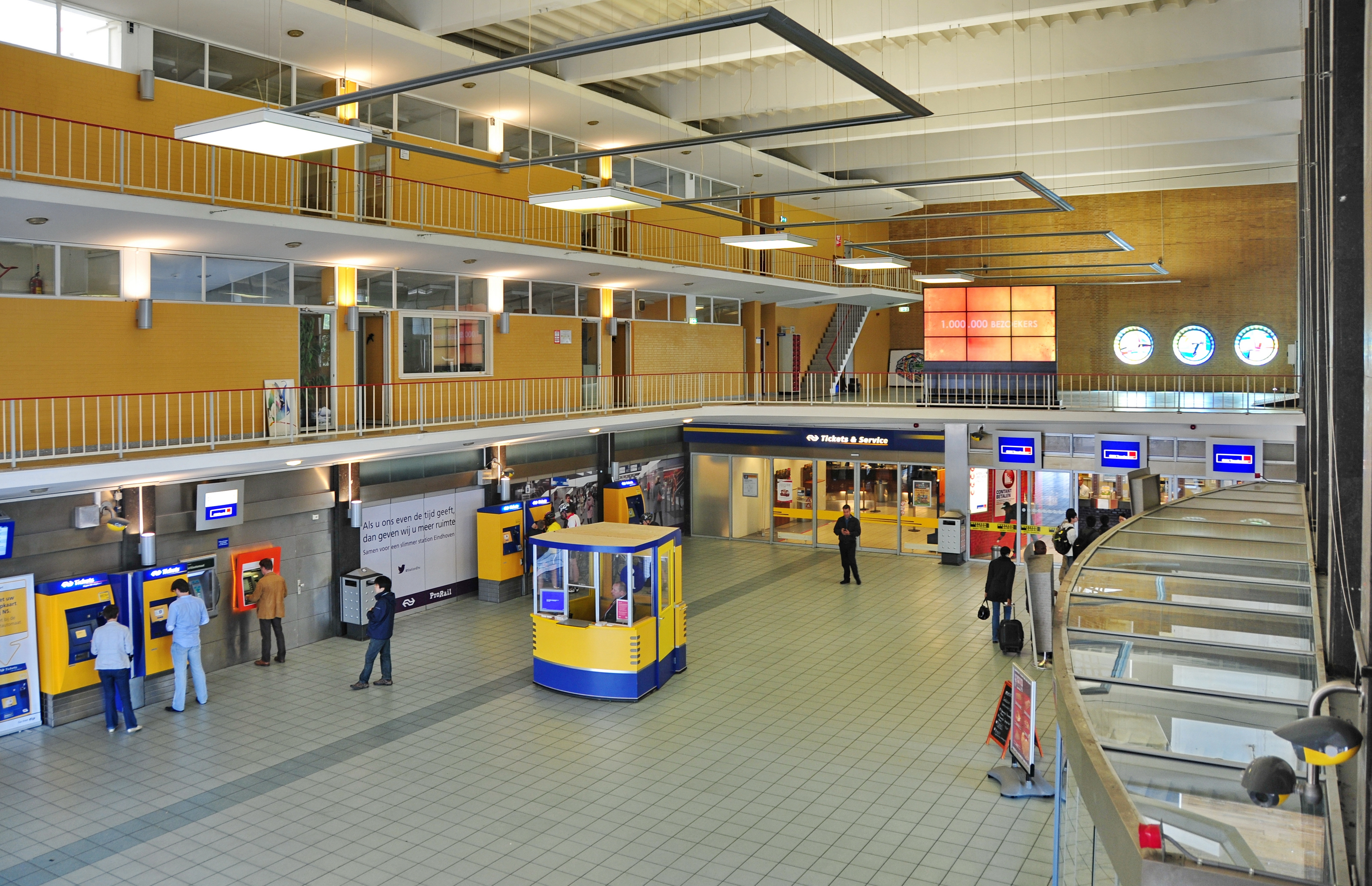
Empfangshalle im Bahnhof Eindhoven Centraal

Der Bahnhof Eindhoven Centraal ist der zentrale Bahnhof der Stadt Eindhoven und ein wichtiger Knotenpunkt im niederländischen Schienennetz. Er ist mit 63.532 Fahrgästen am Tag (2024) der meistfrequentierte Bahnhof der Provinz Noord-Brabant. Es verkehrt hier nationaler Regional- und Fernverkehr. Weiterhin bildet der Bahnhof auch eine Drehscheibe im städtischen und regionalen Busverkehr. So verkehren hier 26 Stadt- und 20 Regionalbusse.

## Geschichte

Außerplanmäßiger ICE von Frankfurt (Main) Hauptbahnhof nach ’s-Hertogenbosch im Bahnhof Eindhoven Centraal

Der heutige Bahnhof von Eindhoven wurde 1956 nach einem Entwurf des niederländischen Architekten Koen van der Gaast errichtet. Der Bahnhof weist eine beabsichtigte Ähnlichkeit mit einem Philips-Radio aus jener Zeit auf. In der Vision von Koen van der Gaast sollte der Bahnhof nur ein Durchgangsbahnhof für die Bevölkerung werden und keiner, an dem man sich länger aufhalten sollte. Weiterhin sollte der Bahnhof im Zentrum direkt ins Auge fallen. Bevor das heutige Stationsgebäude errichtet wurde, standen an gleicher Stelle schon einige andere Bahnhöfe. Auf dem Bahnhofsvorplatz befindet sich ein Standbild von Anton Philips. Mit Fahrplanwechsel zum 15. Dezember 2019 erhielt der Bahnhof Eindhoven den Zusatz Centraal.

## Streckenverbindungen
Im Jahresfahrplan 2022 verkehren folgende Linien am Bahnhof Eindhoven Centraal:
| Zugtyp    | Linienverlauf | Frequenz                                                                              |
| --------- | --- | ------------------------------------------------------------------------------------- |
| Intercity | Maastricht – Sittard – Roermond – Eindhoven Centraal – ’s-Hertogenbosch – Utrecht Centraal – Amsterdam Centraal – Alkmaar (– Schagen – Den Helder)                                                         | halbstündlich (fährt nicht abends; fährt nur in der HVZ über Schagen nach Den Helder) |
| Intercity | Den Haag Centraal – Den Haag HS – Delft – Rotterdam Centraal – Breda – Tilburg – Eindhoven Centraal | halbstündlich                                                                         |
| Intercity | Dordrecht – Breda – Eindhoven Centraal | 4× täglich                                                                            |
| Intercity | Enkhuizen – Hoorn – Amsterdam Centraal – Utrecht Centraal – ’s-Hertogenbosch – Eindhoven Centraal – Roermond – Maastricht                                                                                  | halbstündlich (fährt nur spätabends und sonntagmorgens)                               |
| Intercity | Schiphol Airport – Utrecht Centraal – ’s-Hertogenbosch – Eindhoven Centraal – Helmond – Venlo | halbstündlich                                                                         |
| Intercity | Dordrecht – Rotterdam Centraal – Schiedam Centrum – Delft – Den Haag HS – Leiden Centraal – Schiphol Airport – Amsterdam Zuid – Utrecht Centraal – ’s-Hertogenbosch – Eindhoven Centraal – Helmond – Venlo | halbstündlich (fährt nur abends und sonntags)                                         |
| Intercity | Enkhuizen – Hoorn – Amsterdam Centraal – Utrecht Centraal – ’s-Hertogenbosch – Eindhoven Centraal (– Heerlen)                                                                                              | halbstündlich (fährt frühmorgens und abends stündlich zwischen Sittard und Heerlen)   |
| Intercity | Eindhoven Centraal – Helmond – Venlo | halbstündlich (fährt nur frühmorgens und spätabends)                                  |
| Intercity | Eindhoven Centraal – Utrecht Centraal; Rotterdam Centraal – Eindhoven Centraal | stündlich (Nachtnet)                                                                  |
| Sprinter  | (Oss –) ’s-Hertogenbosch – Boxtel – Eindhoven Centraal – Helmond – Deurne | halbstündlich (fährt nur in der HVZ zwischen Oss und ’s-Hertogenbosch)                |
| Sprinter  | Tilburg Universiteit – Tilburg – Boxtel – Eindhoven Centraal – Weert | halbstündlich (abends und sonntags stündlich zwischen Eindhoven Centraal und Weert)   |